# Evanđelje po Mateju
Evanđelje po Mateju (grč. Κατὰ Ματθαῖον εὐαγγέλιον, Kata Matthaion Euangelion ili τὸ εὐαγγέλιον κατὰ Ματθαῖον, To Euangelion kata Matthaion) jedno je od četiriju kanonskih evanđelja Novoga zavjeta. Ovo sinoptičko evanđelje jest izvještaj o životu i službi Isusa Nazarećanina. Ono govori u detaljima od njegova rodoslovlja do njegova Sveopćega Poslanja.  
Ranokršćanska tradicija pripisuje ovo evanđelje Mateju, jednomu od Isusovih učenika.    

## Književna vrsta
Sveti Matej vjerno prenosi tradiciju koju je primio od prve Crkve o Isusu i kršćanskom životu te u isto vrijeme stvaralački oblikuje te tradicije u nove kombinacije, s novim naglascima. Pri pisanju ima nekoliko ciljeva: poučiti i osokoliti članove svoje zajednice, dati građu za liturgijska čitanja i propovijedi, uputiti misionarski poziv onima koji su dobre volje, braniti vjeru kršćana od neprijateljski nastrojenih kritičara i braniti ju od suparnika. Poslužio se dvjema velikim vrstama građe da postigne te ciljeve, a to su prikazi o događajima i govori.

## Autor
Matejevo evanđelje ne govori ništa o svojem piscu. Najstarija crkvena predaja (Papija, biskup iz Hierapolisa u prvoj polovici II. stoljeća) pripisuje ga apostolu Mateju Leviju. Mnogi crkveni oci (Origen, Jeronim, Epifanije Salaminski) idu u istom pravcu, a neki su pisci htjeli pronaći dokaze kako bi se apostolu mogao pripisati prvobitni, aramejski ili hebrejski oblik iz kojega je nastao, grčki Matej. Stoga, ne znajući točno ime pisca, valja se zadovoljiti s nekoliko crta što ih se nalazi u samom Evanđelju: pisac se razumije u svoj posao, vrstan je poznavalac Pisma i židovskih predaja, poznaje i poštuje vjerske vođe svojega naroda, ali im se surovo obraća, razumije se u Isusovo umijeće poučavanja i u njegov način urazumljivanja svojih slušatelja te uvijek naglašava praktične posljedice njegova naučavanja.

## Naslovnici
Prema hipotezi o aramejskom Mateju, taj bi bio namijenjen Židovima i obraćenicima koji su govorili aramejski. Matejevo evanđelje upućeno je Židovima koji su govorili grčki i kršćanima židovskoga podrijetla.

## Vrijeme nastanka
S obzirom na to da je bilo potrebno određeno vrijeme za nastajanje i oblikovanje usmenoga nauka, neki pretpostavljaju da je aramejski Matej nastao između 40. i 50. godine. Istovremeno su nastali i prijevodi na grčki. Kanonski Matej bio je u izvjesnoj mjeri ovisan o Marku, te se pretpostavlja da nije mogao biti napisan prije 65. godine, koja je najvjerojatnije godina nastanka Markova evanđelja. Dio katoličkih stručnjaka smatra da je Matej napisan prije 70. godine, kad su Rimljani razorili Jeruzalem, no ima također vrsnih katoličkih stručnjaka koji smatraju da je grčki Matej nastao nešto nakon 70. godine.

## Struktura
Evanđelje po Mateju sastoji se od sedam skladnih dijelova. Prvi: „Djetinjstvo obećanog mesije Isusa Krista (Mt 1-2), drugi dio: „Proglas načela kraljevstva nebeskog“ (Mt 3-7), treći: „Propovijedanje kraljevstva nebeskog“ (Mt 8-10), četvrti: „Skromna i tajanstvena narav kraljevstva nebeskog“ (Mt 11-13), peti: „Počeci kraljevstva nebeskog: osnutak crkve“ (Mt 14-18), šesti: „Priprema za dolazak kraljevstva nebeskog“ (Mt 19-25) i sedmi: „Muka i uskrsnuće Isusovo“ (Mt 26-28).

## Sadržaj
Matejevo je evanđelje poput neke vrste katekizma o kraljevstvu, naročito po svojoj strukturi. Sadrži pet velikih govora: govor na gori (Mt 5-7), govor o misiji, poslanju apostola (Mt 10), zatim govor u prispodobama (Mt 13), crkveni govor (Mt 18) i eshatološki (Mt 24-25). 
Evanđelje po Mateju započinje Isusovim rodoslovljem i rođenjem (Mt 1,1-2,4) te se nastavlja pohodom maga i bijegom u Egipat (Mt 2,1-15). 
Drugi dio počinje propovijedanjem Ivana Krstitelja, Isusovim krštenjem, te Sotoninim napastovanjem Isusa u pustinji. Nastavlja se Isusovim govorom o blaženstvima, izricanjem stava prema Starom zavjetu, govorima o ubojstvu, preljubu, zakletvi, odmazdi, ljubavi prema neprijatelju, milostinji, molitvi, pravoj molitvi – Očenaš, postu, pouzdanju u providnost, moći molitve, odabiru između Boga ili bogatstva, lažnim prorocima (Mt 3-7).
Treći dio govori o ozdravljenju gubavca (Mt 8,1-4), stotnikova sluge i ozdravljenjima u Petrovoj kući (Mt 8,5-22), zatim o oluji na moru koju Isus stišava i ozdravljenju uzetoga (Mt 9,18). Nadalje se govori o ozdravljenju dvojice slijepaca, te nijema i opsjednuta čovjeka (Mt 9,27-34). Zatim Isus daje vlast apostolima da izgone nečiste duhove i liječe od svake bolesti (Mt 10,12). 
U četvrtom dijelu Isus govori o Ivanu Krstitelju (Mt 11,11-12), daje svoj sud o suvremenicima, ozdravlja opsjednuta čovjeka (Mt 12,22-37), te se naučava da Kristovim dolaskom pada sotonino kraljevstvo. Isus nadalje govori o svrsi prispodoba (Mt 13,10-16), gorušičinu zrnu (Mt 13,31-32), kvascu i mreži (Mt 13,33-50). 
Peti je dio o povratku u Nazaret, Herodovu ubojstvu Ivana Krstitelja i Isusovu čudu kojim je nahranio pet tisuća ljudi dvjema ribama i pet kruhova (Mt 13,53-14,21). Isus postavlja temelje svoje Crkve govoreći Petru: „A ja tebi kažem: Ti si Petar Stijena, i na toj stijeni sagraditi ću Crkvu svoju i Vrata pakla neće ju nadvladati.” (Mt 16,13-20). Nakon toga Isus po prvi put navještava svoju smrt i uskrsnuće. 
U šestom dijelu Isus govori o nerazrješivosti ženidbe, djevičanstvu, te sada već treći put navješta svoju smrt, govori o porezu, o uskrsnuću, najvećoj zapovijedi (Mt 19,1-22,46). 
U konačnim događajima nailazi se na govor o razaranju hrama, progonstvu, dolasku Sina Čovječjega, Isusovu ponovnom dolasku, budnom upravitelju, talentima (Mt 24,1-25,44). Zadnji dio govori o zavjeri protiv Isusa, Judinoj izdaji, pripremi pashalne večere, smrtnoj borbi u Getsemaniju, Petrovoj izdaji Isusa, Judinu samoubojstvu, Isusovoj smrti, uskrsnuću te poslanju apostola u svijet (Mt 26,1-28,20).

## Poruka knjige
Ovo evanđelje ima dva žarišta: Isusa kao Krista i skori dolazak Božjeg kraljevstva koje Isus naviješta. Ove dvije teme vrlo su usko povezane na početku evanđelja, gdje je Isus predstavljen kao kraljevski Sin Božji i Emanuel, Bog s nama, te na kraju gdje je Isusu kao Sinu Čovječjemu dana sva (božanska) vlast nad kraljevstvom Božjim, na nebu i na zemlji. Kraljevstvo Božje veliki je predmet nade, molitve i naviještanja koji povezuje cijelo ovo evanđelje, osobito pet velikih govora te daje eshatološki vidik i cilj. Ono sadrži Božje konačno i posljednje obećanje spasenja otkupljenom čovječanstvu, na zemlji kao i na nebu, u vremenu i vječnosti, socijalno i politički kao i osobno, te uključuje pravdu, mir, radost.